# عبد القادر البستكي
الشيخ عبد القادر البستكي بن الحسن العباسي الهاشمي (1050-1136 هـ / 1640 - 1723 م)، عالم وفقيه مسلم، أخذ علومه في شيراز ومكة والمدينة المنورة والقاهرة، وكان شديد التعبد ووجيهاً في منطقة بستك فحسن من شؤونهم وأصلح في أمورهم، وهو من أسس خانيَّة بستك بسبب حب الناس له واجتماعهم عليه والتي استمرت ذريته في حكمها بدءاً من الشيخ محمد خان الكبير وذلك حتى 1967 م.

## نسبه
عبد القادر البستكي بن حسن البستكي بن محمد الصغير بن محمد الكبیر بن احمد ناصر الدین بن محمد بن جابر بن إسماعيل بن عبد الغني بن إسماعيل بن عبد الرحيم بن الشیخ عبد السلام خنجي بن عباس بن إسماعيل بن حمزة بن أحمد بن محمد بن هارون بن مهدي بن مرشد بن محمود بن أحمد بن علي بن مبارك بن علي بن عبدالسلام بن سعید بن عبدالرحمن بن طلحة بن أحمد بن إسماعيل بن سلیمان بن الأمير جعفر الأكبر بن الخليفة أبي جعفر المنصور بن الإمام محمد بن الإمام علي الساجد بن حبر الأمة عبد الله بن العباس بن عبدالمطلب الهاشمي القرشي.

## نشأته وطفولته
ولد الشيخ عبد القادر بن الشيخ حسن البستكي سنة 1050 أو قبل 1052 هجرية / 1640 م في بلدة بستك بالإضافة إلى والده وأمه الذي كان رجلا فاضلا عالما واسم أمه فاطمة (عبادات). ) ابنة الشيخ عباد الله أنصار، وكانت امرأة فاضلة، حسنة الكتابة، كانت حافظة للقرآن وتكثر من الصدقة.

## حياته العملية
أكمل الشيخ عبد القادر تعليمه في شيراز ومكة والمدينة ومصر وبعد أن تلقى الطريقة من المشايخ هناك عاد إلى بستك ببناء مسجد ودار ضيافة بجانب دار سكنه وذلك لجمع المريدين والطلبة والمشايخ حوله في بستك، والتي كانت تتكون آنذاك من ثلاث قرى على شكل ثلاثة أحياء قريبة من بعضها البعض وفي الموقع الحالي، تم تحويلها إلى قصبة دار العلم.
وبعد مرور بعض الوقت، تعرضت منطقة لارستان لدعاية تبشيرية شيعيَّة وتعرض الشيخ للمضايقات من سلطات الدولة الصفوية، فهاجر إلى مكة والمدينة وفي هذه الرحلة التقى الشيخ عبد القادر بالشيخ حسن المدني الذي كان من مشاهير الطرق ومن سكان المدينة المنورة، ودعاه للسفر إلى إيران وموانئ وسواحل الخليج العربي، فعاد إلى بستك بموافقة إخوانه، ومنهم سيف الله القتالي الحسيني، وقد قام في عماد شهر بخلوات وخلوات. وبعد فترة عاد الشيخ إلى بستك مرة أخرى بسبب إصرار التلاميذ، وهذه المرة رأى محنة الناس بسبب قلة الحبوب ووسائل العيش، فأرشد الناس إلى حفر آبار المياه والترع وحفر الآبار والبدء بالزراعة وتربية الحيوانات، وهو نوع من نظام الزراعة الجماعية الذي يعرف باسم "التسييج" في بستك، وهي من مبادرات الشيخ عبد القادر، وهكذا ازدهرت بستك وتزايد عدد سكانها.

## وفاته
وفي آخر حياته قرر الشيخ عبد القادر التبتل والتعفف، وفي آخر يوم جمعة بعد الصلاة ألقى خطبة بليغة في كجويه بضرورة حل الناس لمشاكلهم وترتيب أمورهم، وقسم شؤونهم بين أولاده.
وقضى آخر سنة من حياته في المسجد، حيث توفي الشيخ عبد القادر في شوال سنة 1136 هـ عن عمر يناهز 86 عاماً، ودفن في كجويه.